# Vlad the Impaler
Vlad the Impaler è un singolo dei Kasabian, il quarto e ultimo estratto dall'album West Ryder Pauper Lunatic Asylum. È stato pubblicato come EP digitale il 12 febbraio 2010 e come singolo il 15 febbraio 2010.

## La canzone
Nella canzone la parte "Joker, meet you on the other side" è un tributo all'attore del film Il cavaliere oscuro Heath Ledger. Spesso nei live della band Tom Meighan cambia questo pezzo della canzone con "Heath Ledger, meet you on the other side".
Dopo la sua pubblicazione come singolo, è stato reso disponibile per il download gratuito sul sito dei Kasabian insieme al video ufficiale per un periodo di tempo limitato.

## Video musicale
Il video del singolo, diretto da Richard Ayoade, vede la partecipazione dell'attore e musicista inglese Noel Fielding, che impersona un vampiro (Vlad the Impaler è uno dei tanti soprannomi del Conte Dracula) in cerca di vittime. Il video divenne molto popolare su YouTube, ricevendo oltre 3 milioni di visualizzazioni.
In seguito è stato prodotto un secondo video musicale, che consiste nella performance della band all'O2 di Dublino del novembre 2009. Anche in questo video compare Noel Fielding, che riprende i panni del vampiro durante l'esibizione.

## Tracce
CD
- PARADISE63

1. Vlad the Impaler (Radio Edit) - 4:09
2. Vlad the Impaler (Instrumental) - 4:45

Download digitale
1. Vlad the Impaler - 4:41
2. Fast Fuse (Live at Sheffield Arena) - 5:22

EP digitale
1. Vlad the Impaler - 4:41
2. Fast Fuse (Live at Sheffield Arena) - 5:22
3. Thick as Thieves (Live at Sheffield Arena) - 3:18

## Formazione
Kasabian
- Tom Meighan – voce
- Sergio Pizzorno – voce, chitarra, tastiera, sintetizzatore, programmazione
- Chris Edwards – basso
- Ian Matthews – batteria, percussioni

## Classifiche
| Classifica (2010) | Posizione massima |
| ----------------- | ----------------- |
| Regno Unito       | 114               |